# Українські лінії
ТОВ «Українські лінії»  — українсько-латвійська автотранспортна компанія зі штаб-квартирою в Києві, що здійснює міжнародні пасажирські автоперевезення під брендом «ECOLINES».

## Історія
Компанія заснована у 2000 році як регіональне представництво латвійської компанії «Норма-А». Входить до європейської автобусної мережі «ECOLINES».

## Загальні відомості
Власниками «Українських ліній» є латвійська компанія «Норма-А» (65,62 %) та зареєстрована в Україні «Ельбрус-Транс» (34,38 %). Кінцеві бенефіціарні власники — громадяни Латвії Андріс Подгорнійс та Егорс Рибзаменс.
До складу компанії входить відокремлений підрозділ ТОВ «Українські лінії «Філія №1 — Одеська».